# Utbildning i Kanada
Utbildning i Kanada kontrolleras mycket av provinserna och territorierna. På de flesta håll är utbildningen indelad i elementärskola/primärskola/allmän skola, följd av sekundärskola/high school och sedan universitet/college. Utbildningen är obligatorisk från 5 år upp till 16 års ålder. Kanada har 190 skoldagar per år, och skolåret löper från september (börjar efter Labour Day) till slutet av juni (oftast sista fredagen i månaden). Skolgång i Kanada finns i både engelska och franska.
95% av kanadensiska skolbarn vistas i allmänna skolor som finansieras av regeringen. De övriga 5% av kanadensiska barn går privatskolor, som stöds huvudsakligen genom avgifter från föräldrarna. Vissa privata skolor är enkönade skolor. Detta innebär att de bara registrerar flickor eller pojkar - inte båda.

## Grundskola
Enligt lag måste barn gå i skolan från 6 år till 16. Barn är oftast i skolan mellan kl. 8:30 eller 9:00 och 15:30 eller 16:00. De går i skolan måndag till fredag, från september till mitten av juni. Grundskola är den första årskursen i den kanadensiska utbildningssystemet. I de flesta provinser omfattar grundskolan Kindergarden till årskurs 7 eller 8.

## Gymnasiet
I gymnasiet måste man studera ett antal obligatoriska samt frivilliga ämnen. De obligatoriska ämnena är matematik och engelska eller franska. Den studerande ska själva avgöra vilka andra ämnen de vill studera. Skolor erbjuder oftast extra aktiviteter efter skolan. Dessa kan omfatta sport, spel, musik, drama och hantverk. Mest elementära och gymnasieskolor uppmuntrar föräldrarna att ta en aktiv roll i skolans verksamhet. Föräldrarnas kväll är en möjlighet för föräldrar och lärare att träffas och diskutera barnets framsteg.

## Efter gymnasiet

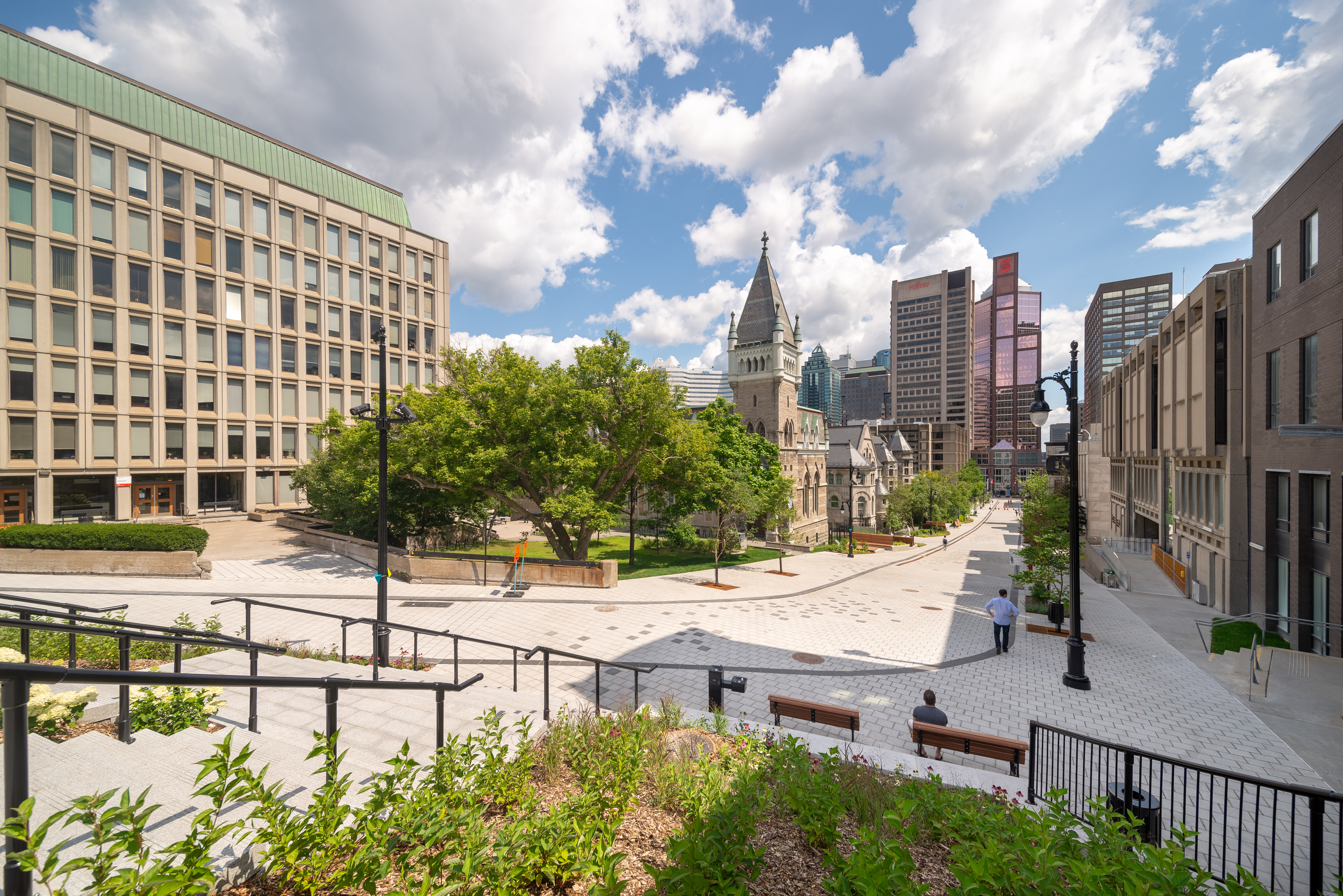
McGill University i Montréal.

Efter examen från high school med ett diplom fortsätter många studenter sina studier. De kan gå på universitetet, få formell utbildning för att förbereda för en bestämd färdighet eller gå till en community college eller cegeps som erbjuder en till tre års diplom program i tekniska eller akademiska ämnen.